# Thalpophila cytherea
Thalpophila cytherea är en fjärilsart som beskrevs av Fabricius 1794. Thalpophila cytherea ingår i släktet Thalpophila och familjen nattflyn. Inga underarter finns listade i Catalogue of Life.